# 1982 en chimie
Cet article présente les faits marquants de l'année 1982 en chimie.

## Évènements
- 14ème Olympiades Internationales de Chimie, organisées à Stockholm en Suède du 3 juillet au 12 juillet[1].
- 29 août : le Meitnerium (Mt), élément chimique de numéro atomique 109, est synthétisé au GSI de Darmstadt en Allemagne[2].

## Prix
- Prix Nobel de chimie : Aaron Klug pour avoir développé la microscopie électronique cristallographique et pour avoir déterminé la structure des complexes acides-nucléiques protéines biologiquement importants[3].
- Prix Wolf de chimie :
  - John Polanyi « pour ses études sur les réactions chimiques avec un détail sans précédent en développant la technique de chemiluminescence infrarouge, et pour avoir envisagé la chimie laser »[4].
  - George Pimentel « pour le développement de la spectroscopie par isolement en matrice et pour la découverte de la photodissociation laser et la chimie laser »[4].
- Prix Procter & Gamble : Gert Erlich[5]
- Prix Anselme-Payen : Erich Adler[6]
- Médaille Garvan-Olin : Sara Jane Rhoads[7]
- Prix Ernest-Guenther : Paul Grieco[8]
- ACS Award in Pure Chemistry : Stephen Leone[9]
- Prix Arthur C. Cope : Frank Westheimer[10]
- Prix Irving-Langmuir : Benjamin Widom[11]
- Médaille Davy : Michael James Steuart Dewar en reconnaissance de ses études remarquables sur les mécanismes d'un large éventail de réactions chimiques basées sur des calculs semi-empiriques d'ondes[12],[13].
- Grand prix Pierre-Süe : Jean-Paul Dumas[14]
- Grand prix Achille-Le-Bel : Henry-Philippe Husson[15]
- Claude S. Hudson Award in Carbohydrate Chemistry : Stephen Hanessian[16]
- Médaille William-H.-Nichols : Frank H. Westheimer[17]

## Décès
- 7 janvier : Albert Perronne (né en 1891), chimiste et photographe français.
- 28 mars : William Francis Giauque (né en 1895), ingénieur et chimiste américain.
- 9 avril : Robert Havemann (né en 1910), chimiste allemand.
- 15 août : Hugo Theorell (né en 1903), biochimiste suédois.
- 23 août : Stanford Moore (né en 1913), biochimiste américain, prix Nobel de chimie en 1972.
- 25 septembre : Léon Malaprade (né en 1903), chimiste Nancéien
- 3 novembre : Lucia de Brouckère (né en 1904), chimiste belge.
- 23 novembre : Marcelle Lafont (née en 1905), chimiste, aviatrice, résistante et femme politique française.